# Collegio di Moray West, Nairn and Strathspey
Moray West, Nairn and Strathspey è un collegio elettorale scozzese della Camera dei comuni del Parlamento del Regno Unito. Elegge un membro del Parlamento con il sistema first-past-the-post, ossia maggioritario a turno unico; il rappresentante del collegio, dal 2024, è il nazionalista scozzese Graham Leadbitter.

## Estensione
Il collegio comprende i seguenti ward delle Highland e Moray:
- Elgin City North, Elgin City South, Fochabers Lhanbryde, Forres, Heldon and Laich e Speyside Glenlivet provenienti del precedente collegio di Moray
- Badenoch and Strathspey, Culloden and Ardersier e Nairn and Cawdor provenienti dal precedente collegio di Inverness, Nairn, Badenoch and Strathspey.

## Membri del parlamento
| Elezione | Elezione | Deputato          | Partito |
| -------- | -------- | ----------------- | ------- |
|          | 2024     | Graham Leadbitter | SNP     |

## Risultati elettorali

### Elezioni negli anni 2020
| Partito                    | Partito                                | Candidato                  | Risultati 4 luglio 2024 | Risultati 4 luglio 2024 |
| Partito                    | Partito                                | Candidato                  | Voti                    | %                       |
| -------------------------- | -------------------------------------- | -------------------------- | ----------------------- | ----------------------- |
|                            | SNP                                    | Graham Leadbitter          | 14 961                  | 32,14                   |
|                            | Conservatore                           | Kathleen Robertson         | 13 960                  | 29,99                   |
|                            | Laburista                              | James Hynam                | 8 259                   | 17,74                   |
|                            | Lib Dem                                | Neil Alexander             | 3 785                   | 8,13                    |
|                            | Reform UK                              | Steve Skerret              | 3 490                   | 7,50                    |
|                            | Verdi                                  | Draeyk Van Der Horn        | 1 676                   | 3,60                    |
|                            | Famiglie Scozzesi                      | Euan Morrice               | 423                     | 0,91                    |
|                            |                                        |                            |                         |                         |
| Iscritti                   | Iscritti                               | Iscritti                   | 77 072                  | 100,00                  |
| ↳ Votanti (% su iscritti)  | ↳ Votanti (% su iscritti)              | ↳ Votanti (% su iscritti)  | 46 554                  | 60,40                   |
| ↳ Astenuti (% su iscritti) | ↳ Astenuti (% su iscritti)             | ↳ Astenuti (% su iscritti) | 30 518                  | 39,60                   |
|                            |                                        |                            |                         |                         |
|                            | Esito: collegio a SNP (nuovo collegio) |                            |                         |                         |